# Луї Потто
Луї Потто (фр. Louis Potheau, 14 серпня 1870 — 18 лютого 1955) — французький яхтсмен.
Бронзовий призер Олімпійських Ігор 1908 року в класі 6 метрів.